# 소하 분기점
소하 분기점(所下分岐點, Soha Junction, 소하JC)은 서울특별시 금천구 시흥3동, 경기도 광명시 소하1동, 안양시 만안구 석수2동에 걸쳐 설치된 서해안고속도로와 평택파주고속도로 남광명 ~ 성채/소하 구간, 강남순환로가 만나는 분기점이자 평택파주고속도로 남광명 ~ 성채/소하 구간의 종점이며, 강남순환로의 기점이다. 성채 나들목, 소하 나들목과 결합되어 있으며, 2016년 7월 3일 강남순환로가 개통되면서 같이 개통되었다.

## 연혁
- 2016년 7월 3일 : 강남순환로 개통에 따라 영업 개시
- 2016년 8월 31일 : 설계 변경에 따라 경기도 광명시 일직동 ~ 안양시 만안구 석수동 1.716 km 구간 도로구역 변경[1]

## 구조물 정보
성채 나들목, 소하 나들목과 결합된 구조이다.
- 위치: 서울특별시 금천구 시흥3동, 경기도 광명시 소하1동, 안양시 만안구 석수2동

## 접속하는 노선・도로

### 무안・서울방면
- 서해안고속도로 (37번)

### 광명방면
- 평택파주고속도로 남광명 ~ 성채/소하 구간 (6번)

### 서초방면
- 서울특별시도 제94호선 (강남순환로)